# Хосе Браун
Хосе Браун (на испански: José Brown) е аржентински футболист, защитник и треньор.

## Кариера
Заедно с Естудиантес Браун печели 2 шампионата на Аржентина. През 1986 г., докато е играч на колумбийския Атлетико Насионал, Браун става световен шампион. И във финалния мач, той открива резултата, отбелязвайки единствения си гол в кариерата си в националния отбор. Той играе за Аржентина между 1983 – 1990 г., като през това време изиграва 36 мача и вкарва 1 гол.
След прекратяване на кариерата си, става треньор. В края на 2007 г. ръководи националния отбор на Аржентина до 17 години. Той е отговорен за взаимодействието с треньора до 20 години – бившият му съотборник от националния отбор Серхио Батиста. Хосе Браун се присъединява към треньорския щаб на националния отбор на Аржентина на Олимпиадата в Пекин.

## Отличия

### Отборни
Естудиантес
- Примера дивисион: 1982 (М), 1983 (Н)[1]

### Международни
Аржентина
- Световно първенство по футбол: 1986